# Jadwiga P. Westrup
Jadwiga Przybyszewski Westrup, född 21 december 1921 i Stockholm, död 1988, var en svensk journalist, förlagskonsulent och översättare, dotter till diplomaten Zenon P. Westrup.
Under sin tid som yrkesöversättare, från slutet av 1950-talet och fram till sin död, översatte Jadwiga P. Westrup runt 50 vuxenböcker och närmare 200 barn- och ungdomsböcker från engelska och (i mindre utsträckning) från tyska, franska, danska och norska. Bland det hon översatt märks Susan Coopers fantasyserie The Dark Is Rising, Edith Nesbit och fyra böcker av 2007 års nobelpristagare Doris Lessing, dessa senare tillsammans med Harriet Alfons.

## Böcker
- Omgiven av hundar (Sjöstrand, 1984)
- Akaciagrenar: klassiska kåserier (Rydsgård: Britt-Marie Ek, 2011)

## Översättningar (urval)
- Josephine Tey: En gammal skandal (The Daughter of Time) (Bergh, 1959)
- Harper Lee: Dödssynden (To Kill a Mockingbird) (Bergh, 1960)
- Laura Ingalls Wilder: Den långa vintern (The Long Winter) (verserna översatta av Britt G. Hallqvist) (Gleerup, 1960)
- William Heinesen: Tornet vid världens ände: en poetisk mosaik-roman om den yngstes ungdom (Tårnet ved verdens ende) (Forum, 1976)
- Ruth Prawer Jhabvala: Hetta (Heat and Dust) (Alba, 1978)
- Mariama Bâ: Brev från Senegal (Une si longue lettre) (Bergh, 1980)
- Hadley Irwin: Kim/Kimi (Kim/Kimi) (Alfabeta, 1989)

## Priser
- Boklotteriets stipendiater 1963
- Sveriges Författarfonds premium till personer för belöning av litterär förtjänst 1980
- Bonniers Juniorförlags barnbokspris 1985